# Die blauen Panther
Die blauen Panther ist der bekannteste deutsche Titel der zwischen 1954 und 1993 erschienenen frankobelgischen Comicserie La Patrouille des Castors (Die Biber-Patrouille).

## Handlung
Eine Gruppe Pfadfinder erlebt spannende Abenteuer bei ihren Zeltlagern. Handlungsorte sind zunächst Belgien und Frankreich. Spätere Reisen führt sie auch in ferne Gebiete wie Indien, Afrika oder Asien. Die Biber-Patrouille besteht aus fünf tapferen Jungen, deren Fahrtennamen gewisse Charaktereigenschaften zugeordnet sind.
- Mustang: der Chef, der immer einen klaren Kopf behält
- Kater: der listenreiche Draufgänger, der mit der Zeit zum zweiten Anführer wird
- Falke: der scharfsinnige Denker
- Tapir (bei Bastei Büffel): der dicke, faule, lustige und ungeschickte Zeitgenosse
- Mücke: der Jüngste, das Nesthäkchen

## Hintergrund
MiTacq entwickelte die Serie nach einem Entwurf von Jean-Jacques Schellens. Nachdem Dupuis die Idee akzeptiert hatte, riet ihm Georges Troisfontaines auf den bewährten Autor Jean-Michel Charlier zurückzugreifen. Die Pfadfindergruppe bestand ursprünglich aus sechs Mitgliedern. Charlier ließ den Jungen mit dem Fahrtennamen Hase ab der dritten Episode weg. In Le trophée de Rochecombe wurde MiTacq auf acht Seiten (4–11) von Eddy Paape unterstützt. Die blaue Uniform wurde 1965 in L’autobus hanté durch ein rotes Hemd und braune Hosen ersetzt, der reformierten Kleiderordnung der belgischen Pfadfinderschaft aus dem Jahr zuvor entsprechend. Zwischen 1967 und 1971 kam es zu einer Unterbrechung, da Charlier aus Zeitgründen keine Geschichten mehr liefern konnte. Charlier verließ die Serie 1979 nach 22 Alben. MiTacq führte sie bis zu seinem Tod größtenteils alleine fort. Mit dem Weggang Charliers war es Tacq ab Band 22 auch möglich, Mädchen in die Geschichten zu integrieren. Die Texte zu Le calvaire du mort pendu und Torrents sur Mésin stammten von Marc Wasterlain.

## Veröffentlichungen
Die Serie erschien zwischen 1954 und 1993 im Spirou-Magazin und wurde von Dupuis in Einzelalben und später gesammelt in der Reihe Tout MiTacq veröffentlicht. Eine erneute Gesamtausgabe, um zahlreiche Illustrationen und Informationen erweitert, startete Dupuis 2011. Erstmals auf Deutsch erschien die Serie zwischen 1958 und 1961 in Der heitere Fridolin, noch unter dem Titel Sechs auf großer Fahrt. Bastei veröffentlichte die 22 von Jean-Michel Charlier geschriebenen Geschichten in den Jahren 1980 und 1981 als eigenständige Heftserie und taufte die Reihe dazu willkürlich in Blaue Panther um (Untertitel: „Abenteuer der verschworenen Fünf“). Seit 2018 veröffentlicht Salleck Publications die bei Dupuis ab 2011 erschienene Gesamtausgabe unter dem originalgetreuen Titel Die Biber-Patrouille auf Deutsch.

## Alben
| Nr. | Französischer Originaltitel (Jahr der Erstveröffentlichung in Spirou)     | Deutsche Erstveröffentlichung als „Sechs auf grosser Fahrt“ in Der heitere Fridolin (Semrau) 1958–1961 Heft Nr. | „Die blauen Panther“ Bastei-Verlag 1980/81 | „Die Biber-Patrouille“ Gesamtausgabe bei Salleck Publications seit 2018 |
| --- | ------------------------------------------------------------------------- | --- | ------------------------------------------ | ----------------------------------------------------------------------- |
| 1   | Le mystère de Grosbois (1954/55) 44 Seiten                                | Das Geheimnis von Tiefenwald (Nr. 1 – 7)                                                                        | Das Geheimnis der verbotenen Ruine         | Das Geheimnis von Grosbois (Bd. 1)                                      |
| 2   | Le disparu de Ker-Aven (1955/56) 44 Seiten                                | Der verschwundene Pfadfinder as (Nr, 8 13)                                                                      | Die Küste der Piraten                      | Der Verschwundene von Ker-Aven (Bd. 1)                                  |
| 3   | L'inconnu de la villa mystère (1956) 44 Seiten                            | Das geheimnisvolle Landhaus (Nr. 14 – 18)                                                                       | Ein Verräter spielt falsch                 | Der Verräter der Villa Mystère (Bd. 1)                                  |
| 4   | Sur la piste de Mowgli (1956/57) 44 Seiten                                | Die rätselhafte Spur (Nr. 19 – 23)                                                                              | Der Herr des Dschungels                    | Auf den Spuren von Mowgli (Bd. 1)                                       |
| 5   | La bouteille à la mer (1957) 44 Seiten                                    | Die Flaschenpost (Nr. 24 – 29)                                                                                  | Die Gefangenen des Eismeeres               | Die Flaschenpost (Bd. 2)                                                |
| 6   | Le trophée de Rochecombe (1958) 44 Seiten                                 | Ein rätselhafter Fund (Nr. 52 – 54)                                                                             | Rettung aus der Flammenhölle               | Die Trophäe von Rochecombe (Bd. 2)                                      |
| 7   | Le secret des monts tabou (1959) 44 Seiten                                | - | Der Fluch des verbotenen Berges            | Der Fluch der vorbotenen Berge (Bd. 2)                                  |
| 8   | Le hameau englouti (1959/60) 44 Seiten                                    | - | Der lautlose Jäger                         | Das Geheimnis des versunkenen Dorfes (Bd. 2)                            |
| 9   | Le traitre sans visage (1960) 39 Seiten                                   | - | Eine Falle für Spione                      | Dem Verräter auf der Spur (Bd. 3)                                       |
| 10  | Le signe indien (1961/62) 44 Seiten                                       | - | Blindflug ins Verderben                    | Die Bande mit dem Indianer-Zeichen (Bd. 3)                              |
| 11  | Les loups écarlates (1962/63) 43 Seiten                                   | - | Die Strasse der Diebe                      | Die scharlachroten Wölfe (Bd. 3)                                        |
| 12  | Menace en Camargue (1963) 44 Seiten                                       | - | Der geheimnisvolle Reiter                  | Drama in der Camargue (Bd. 3)                                           |
| 13  | La couronne cachée (1964) 44 Seiten                                       | - | Überfall im Königswald                     | König ohne Krone (Bd. 4)                                                |
| 14  | Le chaudron du diable (1964/65) 44 Seiten                                 | - | Der Schatz im Krater-See                   | Der Höllenkessel (Bd. 4)                                                |
| 15  | L'autobus hanté (1965) 44 Seiten                                          | - | Die Söhne der Wüste                        | Der verhexte Autobus (Bd. 4)                                            |
| 16  | Le fantôme (1966/67) 44 Seiten                                            | - | Im Schatten des Unheimlichen               | Das Phantom (Bd. 4)                                                     |
| 17  | Le pays de la mort (1971) 44 Seiten                                       | - | Der Zauberer aus dem Regenwald             | Das Land des Todes (Bd. 5)                                              |
| 18  | Les démons de la nuit (1972) 45 Seiten                                    | - | Notlandung in der grünen Hölle             | Die Dämonen der Nacht (Bd. 5)                                           |
| 19  | Vingt milliards sous la terre (1973/74) 46 Seiten                         | - | Der Wolfshexer                             | Milliarden unter der Erde (Bd. 5)                                       |
| 20  | El Demonio (1975/76) 44 Seiten                                            | - | Angriff aus der Unterwelt                  | El Demonio (Bd. 5)                                                      |
| 21  | Passeport pour le néant (1978) 44 Seiten                                  | - | Im Meer der tausend Stürme                 | Segeltörn ins Ungewisse (Bd. 6)                                         |
| 22  | Prisonniers du large (1979/80) 45 Seiten                                  | - | Hetzjagd auf den Schmuggler-König          | Gefangen auf Sardinien (Bd. 6)                                          |
| 23  | L'envers du décors (1981) 45 Seiten                                       | - | -                                          | Der Schein trügt (Bd, 6)                                                |
| 24  | Souvenirs d'Elcasino (1983) 45 Seiten                                     | - | -                                          | Souvenirs aus Elcasino (Bd. 6)                                          |
| 26  | L'île du crabe (1985) 45 Seiten                                           | - | -                                          | Die Krabbeninsel (Bd. 7)                                                |
| 27  | Blocus (1987) 46 Seiten                                                   | - | -                                          | Blockade (Bd. 7)                                                        |
| 28  | Le calvaire du mort pendu (1988/89) 46 Seiten Erschienen in Télémoustique | - | -                                          | Der Hügel des Gehängten (Bd. 7)                                         |
| 29  | Torrents sur Mésin (1990) 45 Seiten                                       | - | -                                          | -                                                                       |
| 30  | La pierre de foudre (1993) 46 Seiten                                      | - | -                                          | -                                                                       |

## Kurzgeschichten
Unabhängig von der Hauptserie erschienen im kurzlebigen Dupuis-Comicmagazin Risque-Tout drei Kurzgeschichten, die Charlier für MiTacq schrieb. Die restlichen vier Kurzgeschichten stammten von MiTacq selber und wurden in Spirou veröffentlicht. Eine Besonderheit stellt der Zweiseiter Les totems dar, in dem MiTacq die fünf Pfadfinder entsprechend ihrer Totems als Mustang, Kater, Falke, Tapir und Mücke zeichnete. Alle Kurzgeschichten wurden 1984 im 25. Album unter dem Titel L'Empreinte zusammengefasst.
- 1956: L'homme invisible (Risque-Tout, 4 Seiten)
- 1956: Le gouffre du val d'enfer (Risque-Tout, 4 Seiten)
- 1956: Les Castors à la rescousse (Risque-Tout, 4 Seiten)
- 1974: Les totems (Spirou, 2 Seiten)
- 1979: Vacances goutte à goutte (Spirou, 6 Seiten)
- 1980: Le parrain (Spirou, 8 Seiten)
- 1984: L’empreinte (Spirou, 16 Seiten)